# المساويد (المزاحن)

تعديل مصدري - تعديل

المساويد محلة تابعة لقرية المحاددين، التابعة لعزلة المزاحن بمديرية فرع العدين إحدى مديريات محافظة إب في الجمهورية اليمنية، بلغ تعداد سكانها 144 حسب تعداد اليمن لعام 2004.